# Wivenhoe, Australien
Wivenhoe är en ort i Australien. Den ligger i regionen Burnie och delstaten Tasmanien, i den sydöstra delen av landet, omkring 230 kilometer nordväst om delstatshuvudstaden Hobart. Antalet invånare är 233.
Närmaste större samhälle är Burnie, nära Wivenhoe. 
I omgivningarna runt Wivenhoe växer i huvudsak städsegrön lövskog. Runt Wivenhoe är det mycket glesbefolkat, med 3 invånare per kvadratkilometer. Genomsnittlig årsnederbörd är 2 259 millimeter. Den regnigaste månaden är augusti, med i genomsnitt 312 mm nederbörd, och den torraste är januari, med 91 mm nederbörd.